# اينار إيفرسن
اينار إيفرسن (بالنرويجية البوكمول: Einar Iversen)‏ هو عازف بيانو وعازف جاز وملحن نرويجي، ولد في 27 يوليو 1930 في ماندال في النرويج، وتوفي في 3 أبريل 2019.

## وصلات خارجية
- اينار إيفرسن على موقع ميوزك برينز (الإنجليزية)
- اينار إيفرسن على موقع ديسكوغز (الإنجليزية)